# خودبایگانی
خود بایگانی (به انگلیسی: Self archiving) عملی از واریز یک نسخه رایگان از یک سند دیجیتال بر روی شبکه جهانی وب، به منظور فراهم‌نمودن دسترسی آزاد به آن است. این اصطلاح معمولاً به خود بایگانی از نشریات تحقیقی داوری شده و مقالات کنفرانس و همچنین فصول کتاب، سپرده در مخزن نهادی خود نویسنده یا آرشیو باز به منظور به حداکثر رساندن دسترسی، استفاده و استناد تاثیر آن، منسوب می‌شود.

## ریشه
خود بایگانی به صراحت برای اولین بار به عنوان یک عمل جهانی توسط Stevan Harnad در ۱۹۹۴ با ارسال "پیشنهاد خرابکارانه" (که بعداً در انجمن کتابخانه‌های تحقیقاتی منتشر شده است) پیشنهاد شده است.